# Reichstagswahlkreis Regierungsbezirk Danzig 4

Die Wahlkreisaufteilung des Deutschen Reichs.

Der Reichstagswahlkreis Provinz Westpreußen – Regierungsbezirk Danzig 4 (Wahlkreis 21; Wahlkreis Neustadt (Westpr.), Putzig, Karthaus) war ein Wahlkreis für die Reichstagswahlen im Deutschen Reich und im Norddeutschen Bund von 1867 bis 1918.

## Wahlkreiszuschnitt
Der Wahlkreis umfasste den Kreis Karthaus, den Kreis Neustadt in Westpreußen und den Kreis Putzig.
Der Wahlkreis war überwiegend von Polen bewohnt. Entsprechend stellte diese Bevölkerungsgruppe immer den Abgeordneten.
| Jahr | Einwohner |
| ---- | --------- |
| 1890 | 125.414   |
| 1895 | 130.338   |
| 1900 | 137.253   |
| 1905 | 147.900   |
| 1910 | 158.059   |

|      | Landwirtschaft | Industrie und Gewerbe | Handel und Dienstleistungen |
| ---- | -------------- | --------------------- | --------------------------- |
| 1895 | 80,7           | 10,2                  | 9,1                         |
| 1907 | 77,2           | 13,1                  | 9,7                         |

|      | Evangelisch | Katholisch |
| ---- | ----------- | ---------- |
| 1890 | 25,5        | 73,9       |
| 1905 | 24,4        | 74,9       |
| 1910 | 23,9        | 75,6       |

## Abgeordnete
| Wahl                                 | Abgeordneter               | Partei             | Bild |
| ------------------------------------ | -------------------------- | ------------------ | ---- |
| Reichstagswahl Februar 1867 bis 1871 | Emil von Czarlinski        | Polnische Fraktion | 0    |
| Reichstagswahl 1871 bis 1877         | Leo von Rybinski           | Polnische Fraktion | 0    |
| Reichstagswahl 1877 bis 1878         | Sigismund von Dzialowski   | Polnische Fraktion |      |
| Ersatzwahl 1878 bis 1890             | Anton von Kalkstein        | Polnische Fraktion | 0    |
| Reichstagswahl 1890 bis 1912         | Roman von Janta-Polczynski | Polnische Fraktion | 0    |
| Reichstagswahl 1912 bis 1918         | Stefan von Laszewski       | Polnische Fraktion |      |

## Wahlen

### 1867 (Februar)
Es fand nur ein Wahlgang statt.
| Kandidat            | Partei             | Stimmen | in % | Anmerkungen |
| ------------------- | ------------------ | ------- | ---- | ----------- |
| Emil von Czarlinski | Polnische Fraktion | 13.214  | 0    | 0           |

### 1867 (August)
Es fand nur ein Wahlgang statt.
| Kandidat            | Partei             | Stimmen | in % | Anmerkungen |
| ------------------- | ------------------ | ------- | ---- | ----------- |
| Emil von Czarlinski | Polnische Fraktion | 10.239  | 0    | 0           |

### 1871
Es fand nur ein Wahlgang statt.
| Kandidat         | Partei             | Stimmen | in % | Anmerkungen |
| ---------------- | ------------------ | ------- | ---- | ----------- |
|                  | K                  | 74      | 0    | 0           |
|                  | Lib Schutzzöllner  | 3834    | 0    | 0           |
| Leo von Rybinski | Polnische Fraktion | 11.651  | 0    | 0           |
| Sonstige         | 0                  | 105     | 0    | 0           |

### 1874
Es fand nur ein Wahlgang statt.
| Kandidat         | Partei             | Stimmen | in % | Anmerkungen |
| ---------------- | ------------------ | ------- | ---- | ----------- |
|                  | K                  | 104     | 0    | 0           |
|                  | Lib Schutzzöllner  | 3714    | 0    | 0           |
| Leo von Rybinski | Polnische Fraktion | 13.190  | 0    | 0           |
|                  | Zentrum            | 31      | 0    | 0           |
| Sonstige         | 0                  | 105     | 0    | 0           |

### 1877
Es fand nur ein Wahlgang statt.
| Kandidat                 | Partei             | Stimmen | in % | Anmerkungen |
| ------------------------ | ------------------ | ------- | ---- | ----------- |
|                          | Reichspartei       | 78      | 0    | 0           |
|                          | Lib Schutzzöllner  | 3814    | 0    | 0           |
| Sigismund von Dzialowski | Polnische Fraktion | 13.185  | 0    | 0           |
| Sonstige                 | 0                  | 78      | 0    | 0           |

### Ersatzwahl 1878
Nach dem Tod von Dzialowskis war eine Ersatzwahl am 24. April 1878 notwendig. Es fand nur ein Wahlgang statt.
| Kandidat            | Partei             | Stimmen | in % | Anmerkungen |
| ------------------- | ------------------ | ------- | ---- | ----------- |
|                     | Lib                | 2225    | 0    | 0           |
| Anton von Kalkstein | Polnische Fraktion | 10.722  | 0    | 0           |
| Sonstige            | 0                  | 1321    | 0    | 0           |

### 1878
Es fand nur ein Wahlgang statt.
| Kandidat            | Partei             | Stimmen | in % | Anmerkungen |
| ------------------- | ------------------ | ------- | ---- | ----------- |
|                     | Lib Schutzzöllner  | 4561    | 0    | 0           |
| Anton von Kalkstein | Polnische Fraktion | 13.060  | 0    | 0           |
| Sonstige            | 0                  | 40      | 0    | 0           |

### 1881
Es fand nur ein Wahlgang statt.
| Kandidat            | Partei             | Stimmen | in % | Anmerkungen |
| ------------------- | ------------------ | ------- | ---- | ----------- |
|                     | Lib Schutzzöllner  | 3389    | 0    | 0           |
|                     | Zentrum            | 28      | 0    | 0           |
| Anton von Kalkstein | Polnische Fraktion | 12.045  | 0    | 0           |
| Sonstige            | 0                  | 66      | 0    | 0           |

### 1884
Es fand nur ein Wahlgang statt. Die Zahl der Wahlberechtigten betrug 22.720 und die Zahl der abgegebenen Stimmen 16.768 von denen 7 ungültig waren. Die Wahlbeteiligung betrug 73,8 %.
| Kandidat            | Partei                | Stimmen | in % | Anmerkungen |
| ------------------- | --------------------- | ------- | ---- | ----------- |
|                     | Konservativ           | 3832    | 0    | 0           |
| Anton von Kalkstein | Polnische Fraktion    | 12.754  | 0    | 0           |
|                     | Unabhängiger Bewerber | 99      | 0    | 0           |
| Sonstige            | 0                     | 83      | 0    | 0           |

### 1887
Es fand nur ein Wahlgang statt. Die Zahl der Wahlberechtigten betrug 24.263 und die Zahl der abgegebenen Stimmen 20.692 von denen 10 ungültig waren. Die Wahlbeteiligung betrug 85,3 %.
| Kandidat            | Partei             | Stimmen | in % | Anmerkungen |
| ------------------- | ------------------ | ------- | ---- | ----------- |
|                     | Reichspartei       | 5430    | 0    | 0           |
|                     | F                  | 43      | 0    | 0           |
| Anton von Kalkstein | Polnische Fraktion | 15.176  | 0    | 0           |
| Sonstige            | 0                  | 43      | 0    | 0           |

### 1890
Die Konservativen und die NLP einigten sich auf einen gemeinsamen Kandidaten. Es fand nur ein Wahlgang statt. Die Zahl der Wahlberechtigten betrug 24.521 und die Zahl der abgegebenen Stimmen 20.568 von denen 243 ungültig waren. Die Wahlbeteiligung betrug 83,9 %.
| Kandidat                   | Partei             | Stimmen | in % | Anmerkungen |
| -------------------------- | ------------------ | ------- | ---- | ----------- |
| Röhrig                     | Reichspartei       | 5021    | 24,7 | 0           |
| Rickert                    | DF                 | 391     | 1,9  | 0           |
| Jochem                     | SPD                | 62      | 0,3  | 0           |
| Hoyningen-Huene            | Zentrum            | 801     | 4,0  | 0           |
| Roman von Janta-Polczynski | Polnische Fraktion | 13.962  | 68,7 | 0           |
| Sonstige                   | 0                  | 88      | 0,4  | 0           |

### 1893
Die Konservativen und die NLP einigten sich auf einen „national gesinnten Deutschen“ als gemeinsamen Kandidaten. Es fand nur ein Wahlgang statt. Die Zahl der Wahlberechtigten betrug 24.384 und die Zahl der abgegebenen Stimmen 19.339 von denen 20 ungültig waren. Die Wahlbeteiligung betrug 79,3 %.
| Kandidat                   | Partei             | Stimmen | in % | Anmerkungen |
| -------------------------- | ------------------ | ------- | ---- | ----------- |
| Frantzius                  | FVP                | 2307    | 11,9 | 0           |
| Röhrig                     | Konservativ        | 2511    | 13,0 | 0           |
| Jochem                     | SPD                | 72      | 0,4  | 0           |
| Boenig                     | Zentrum            | 212     | 1,1  | 0           |
| Ney                        | Zentrum            | 30      | 0,2  | 0           |
| Roman von Janta-Polczynski | Polnische Fraktion | 14.105  | 73,0 | 0           |
| Sonstige                   | 0                  | 82      | 0,4  | 0           |

### 1898
Die Konservativen und die NLP einigten sich erneut auf Landschaftsdirektor Röhrig als gemeinsamen Kandidaten. Es fand nur ein Wahlgang statt. Die Zahl der Wahlberechtigten betrug 25.520 und die Zahl der abgegebenen Stimmen 21.194 von denen 18 ungültig waren. Die Wahlbeteiligung betrug 83,0 %.
| Kandidat                   | Partei             | Stimmen | in % | Anmerkungen |
| -------------------------- | ------------------ | ------- | ---- | ----------- |
| Rickert                    | FVg                | 230     | 1,0  | 0           |
| Steinhauer                 | FVg                | 56      | 0,3  | 0           |
| Röhrig                     | Konservativ        | 4671    | 22,1 | 0           |
| Franz Storch               | SPD                | 59      | 0,3  | 0           |
| Lieber                     | Zentrum            | 604     | 2,9  | 0           |
| Roman von Janta-Polczynski | Polnische Fraktion | 15.486  | 73,1 | 0           |
| Sonstige                   | 0                  | 70      | 0,3  | 0           |

### 1903
Die Deutsch-Konservativen bemühten sich um eine möglichst breite Zustimmung der deutschen Wahlvereine für ihren Kandidaten Keyserling. Die Wahlversammlung des Zentrums stimmte für die Unterstützung, wenn die Konservativen a) bei der nächsten Landtagswahl 2 Kandidaten des Zentrums unterstützen würden, b) bei der nächsten Reichstagswahl einen Kandidaten des Zentrums aufstellen würden und c) der gewählte Kandidat sich für eine Streichung des §2 des Jesuitengesetzes einsetzen würde. Die Konservativen sagten diese Forderungen zu. Dennoch nominierte eine Minderheit des Zentrums Dr. Spahn als Sonderkandidaten.
Es fand nur ein Wahlgang statt. Die Zahl der Wahlberechtigten betrug 27.746 und die Zahl der abgegebenen Stimmen 23.734 von denen 115 ungültig waren. Die Wahlbeteiligung betrug 85,5 %.
| Kandidat                   | Partei             | Stimmen | in % | Anmerkungen |
| -------------------------- | ------------------ | ------- | ---- | ----------- |
|                            | FVg                | 40      | 0,2  | 0           |
| Keyserling                 | Konservativ        | 6001    | 25,4 | 0           |
| Bartel                     | SPD                | 130     | 0,6  | 0           |
| Spahn                      | Zentrum            | 1073    | 4,5  | 0           |
| Roman von Janta-Polczynski | Polnische Fraktion | 16.348  | 69,2 | 0           |
| Sonstige                   | 0                  | 27      | 0,1  | 0           |

### 1907
Die Deutsch-Konservativen benannten den Regierungspräsidenten Jarotzky als Kandidaten. Gemäß der Wahlkreisvereinbarung der letzten Wahl hätten die Konservativen einen Kandidaten des Zentrums vorschlagen müssen. Unter Bezug auf die Kolonialpolitik (die „Hottentottenwahlen“ standen im Licht dieser Politik) verweigerten sie sich der Umsetzung ihrer Zusage, benannten aber als Zeichen des guten Willens einen Katholiken. Dies reichte dem Zentrum aber nicht und das Zentrum benannte einen eigenen Kandidaten.
Es fand nur ein Wahlgang statt. Die Zahl der Wahlberechtigten betrug 29.354 und die Zahl der abgegebenen Stimmen 26.587 von denen 45 ungültig waren. Die Wahlbeteiligung betrug 90,6  %.
| Kandidat                   | Partei             | Stimmen | in % | Anmerkungen |
| -------------------------- | ------------------ | ------- | ---- | ----------- |
| Jarotzky                   | Konservativ        | 7432    | 28,0 | 0           |
| Güth                       | SPD                | 142     | 0,5  | 0           |
| Spahn                      | Zentrum            | 1566    | 5,9  | 0           |
| Roman von Janta-Polczynski | Polnische Fraktion | 17.386  | 65,5 | 0           |
| Sonstige                   | 0                  | 16      | 0,1  | 0           |

### 1912
Die Deutsch-Konservativen und die Reichspartei benannten den Schulrat Schreiber als Kandidaten. Es fand nur ein Wahlgang statt. Die Zahl der Wahlberechtigten betrug 30.465 und die Zahl der abgegebenen Stimmen 26.938 von denen 45 ungültig waren. Die Wahlbeteiligung betrug 88,4 %.
| Kandidat             | Partei             | Stimmen | in % | Anmerkungen |
| -------------------- | ------------------ | ------- | ---- | ----------- |
| Schreiber            | Reichspartei       | 7173    | 26,7 | 0           |
| Eugen Sellin         | SPD                | 316     | 1,2  | 0           |
| Herwig               | Zentrum            | 2051    | 7,6  | 0           |
| Stefan von Laszewski | Polnische Fraktion | 17.344  | 64,5 | 0           |
| Sonstige             | 0                  | 9       | 0,0  | 0           |